# Eduardo Alberto Plácido
Eduardo Alberto Plácido ([[Lisboa, 15 de Novembro de 1874 — Lisboa, 26 de Fevereiro de 1937) foi um empresário português.

## Biografia

### Carreira
Destacou-se na área dos seguros, a nível nacional e internacional, tendo participado em vários congressos internacionais sobre seguros, e foi o responsável pelo estabelecimento das primeiras ligações de resseguro entre as firmas alemães e francesas, após a Primeira Guerra Mundial. Também fundou as companhias de seguros A Mundial, Europeia, Fomento Agricola e Portugal Previdente
Foi igualmente o fundador da Sociedade de Casas Economicas de Vila do Conde e da Companhia de Carruagens Lisbonenses, no âmbito do aparecimento dos primeiros automóveis de aluguer na capital portuguesa, tendo iniciado uma empresa semelhante em Madrid.
Em 1926, Eduardo Plácido fundiu a Companhia do Caminho de Ferro do Porto à Póvoa e Famalicão com a Companhia do Caminho de Ferro de Guimarães, formando a Companhia dos Caminhos de Ferro do Norte de Portugal. Este processo já se tinha iniciado nos princípios do Século XX, mas foi consecutivamente atrasado por vários problemas. Eduardo Plácido, com o apoio da seguradora A Mundial, tomou uma posição preponderante em ambas as companhias, e conseguiu concluir a fusão. Sob a gestão de Eduardo Plácido, a Companhia do Norte iniciou um programa de desenvolvimento das suas linhas, que incluiu a aquisição de novo material circulante, o prolongamento da Linha da Póvoa até à Trindade, na cidade do Porto, e a continuação da Linha de Guimarães até à Senhora da Hora em 1932, de forma a ligar as duas linhas. Também se arrendou à Companhia dos Caminhos de Ferro Portugueses a exploração da Linha do Tâmega, que foi prolongada até Celorico de Basto.
No entanto, em 1929 a companhia entrou em crise financeira, o que levou à criação em 1933 de uma comissão governamental que tomou posse da empresa, afastando Eduardo Plácido e o resto do conselho de administração. Ao mesmo tempo iniciou-se uma campanha de difamação contra Eduardo Plácido por parte do governo e da imprensa, incluindo o arresto dos seus bens e algum tempo de prisão. Esta situação agravou consideravelmente os seus problemas de saúde, tendo sofrido várias crises cardíacas.

### Falecimento e família
Faleceu em 26 de Fevereiro de 1937, na sua residência na Rua da Luta (posterior Rua Duques de Bragança), na cidade de Lisboa, aos 62 anos de idade. O funeral teve lugar em 28 de Fevereiro, tendo o corpo sido guardado no jazigo da família, no Cemitério dos Prazeres.
Na altura da sua morte, estava casado com Maria Antonia Tedeschi Placido, e era pai de Maria Antonia Placido Melo Breyner, Maria da Conceição Placido Torres Pereira e Maria Alice Placido.